# 원플러스 10T
원플러스 10T(영어: OnePlus 10T)는 원플러스가 제조한 안드로이드 스마트폰이다. 2022년 8월 3일에 공개되었다.